# Xiyu
Der historische Begriff Xiyu (chinesisch 西域, Pinyin Xīyù – „Westliche Regionen / Westliche Gebiete“) bezeichnet traditionell diejenigen Gebiete, welche während der Han-Zeit westlich des Yumen-Passes (玉門關 / 玉门关,  Yùménguān, englisch Jade Gate) und des Yang-Passes (陽關 / 阳关,  Yángguān) lagen, einschließlich des heutigen Xinjiang und ein Teil von Zentralasien. In diesem Gebiet lagen die Sechsunddreißig Reiche der Westlichen Regionen.
Mit dem heutigen neuen Verständnis von Ost und West hat der Begriff nichts zu tun.